# Culicoides murphyi
Culicoides murphyi är en tvåvingeart som beskrevs av Clastrier och Wirth 1961. Culicoides murphyi ingår i släktet Culicoides och familjen svidknott. Inga underarter finns listade i Catalogue of Life.